# Warszawski Szpital Południowy
Warszawski Szpital Południowy, pierwotnie i zwyczajowo Szpital Południowy – szpital znajdujący się w dzielnicy Ursynów w Warszawie.
Placówka działa w formie jednoosobowej spółki z ograniczoną odpowiedzialnością m.st. Warszawy, prowadzącej działalność pod firmą Warszawski Szpital Południowy sp. z o.o.

## Historia
Budowa szpitala rozpoczęła się w listopadzie 2016 roku i zakończyła na początku 2021 roku. Szacowany koszt jego budowy i wyposażenia wyniósł ok. 400 mln zł. Placówka posiada lądowisko dla helikopterów (Lądowisko Szpital Południowy – SOR).
Szpital został otwarty 15 lutego 2021 roku. Budynek składa się z trzech pięciopiętrowych modułów. Powierzchnia użytkowa placówki wynosi ponad 40 tys. m².
W marcu 2021 roku, w czasie pandemii COVID-19, szpital został przejęty i przekształcony przez Ministerstwo Zdrowia w jednoimienny szpital zakaźny. W sierpniu 2021 Wojewódzki Sąd Administracyjny w Warszawie unieważnił tę decyzję wskazując na rażące naruszenie prawa.
W 2022 roku do placówki przeniesiono część oddziałów ze Szpitala Solec, znajdującego się w dzielnicy Śródmieście. W tym samym roku oddziałowi neonatologii nadano imię Wielkiej Orkiestry Świątecznej Pomocy, która przekazała szpitalowi sprzęt do leczenia i ratowania życia noworodków. W 2023 roku, na podstawie umowy podpisanej przez miasto z Uniwersytetem Warszawskim, Szpital Południowy stał się szpitalem patronackim tej uczelni.
W 2024 w szpitalu otwarto miejską poradnię leczenia niepłodności.